# 桥沟镇 (乐山市)
桥沟镇，是中华人民共和国四川省乐山市五通桥区曾经下辖的一个镇。2019年12月，撤销桥沟镇，将其所属行政区域划归金粟镇管辖。

## 行政区划
桥沟镇撤销前下辖以下地区：
桥兴社区、老龙坝村、平桥村、会云村、张家山村、共裕村和井房坳村。